# Дебур (станция метро)
«Дебу́р» (фр. Debourg) — станция линии В Лионского метрополитена.

## Расположение
Станция находится в 7-м округе Лиона. Платформа станции расположена под авеню Жан Жорес (фр. avenue Jean Jaurès) в районе её пересечения с авеню Дебур (фр. avenue Debourg). Вход на станцию производится с авеню Жан Жорес.

## Особенности
Станция открыта 4 сентября 2000 года в составе третьей очереди линии B Лионского метрополитена от станции Жан Масе до станции Стад де Жерлан. Состоит из двух путей и двух боковых платформ. Пассажиропоток в 2006 году составил 202 376 чел./мес.
Интерьер станции был разработан архитектором Кристианом Древе (фр. Christian Drevet) и инженером Брюно Ивоне (фр. Bruno Yvonnet) — он сделан в технологичном виде, с использованием стальных колонн и балок и назван авторами «подземным лесом».

## Происхождение названия
Название станции происходит от авеню Дебур, на которой она расположена. Ранее на месте авеню была простая дорога посреди обширных земельных угодий, называвшихся также Дебур. Некоторые исследователи считают, что название угодий происходит от фамилии землевладельцев.

## Достопримечательности
- Высшая нормальная школа — высшее учебное заведение
- Холл Тони Гарнье — концертный зал на 17 000 мест, крупнейший в Лионе и второй по величине во Франции (после Берси Арены в Париже)
- Французский институт образования[фр.] — исследовательский центр

## Наземный транспорт
Со станции существует пересадка на следующие виды транспорта:

  — трамвай

  — «главный» автобус

  — рабочий автобус